# Jeronimo de Bosch Kemper
Jeronimo de Bosch Kemper, född den 23 mars 1808 i Amsterdam, död där den 20 oktober 1876, var en nederländsk statsvetenskaplig författare och politiker. Han var son till Joan Melchior Kemper och dotterdotters son till Jeronimo de Bosch.
Bosch Kemper var 1852-62 professor i statsvetenskaper i Amsterdam. Han inlade stora förtjänster om Nederländernas statistik och var en produktiv författare inom samhällsvetenskapliga, juridiska och politiska ämnen. Bosch Kemper kämpade med stor energi och duglighet bland annat för en författningsrevision i frisinnad anda.